# Bzurai csata
A bzurai csata (vagy kutnói csata) a második világháború kezdő hadműveletének, az 1939-es Lengyelország elleni támadásnak egyik csatája volt, melyet 1939. szeptember 9. és 19. közt vívott a lengyel és német haderő. A csata végén a németek egy átkaroló hadműveletet hajtottak végre a lengyelek ellen, ezzel megnyerve a csatát és megszerezve Nyugat-Lengyelországot.
A Varsótól nyugatra, a Bzura folyó mellett vívott ütközet volt az 1939 szeptemberi német hadjárat legnagyobb csatája. A lengyelek egy kitörési kísérlete kezdetben sikereket hozott, de végül a németek koncentrált ellentámadása legyőzte a lengyel haderőt.

## Háttér

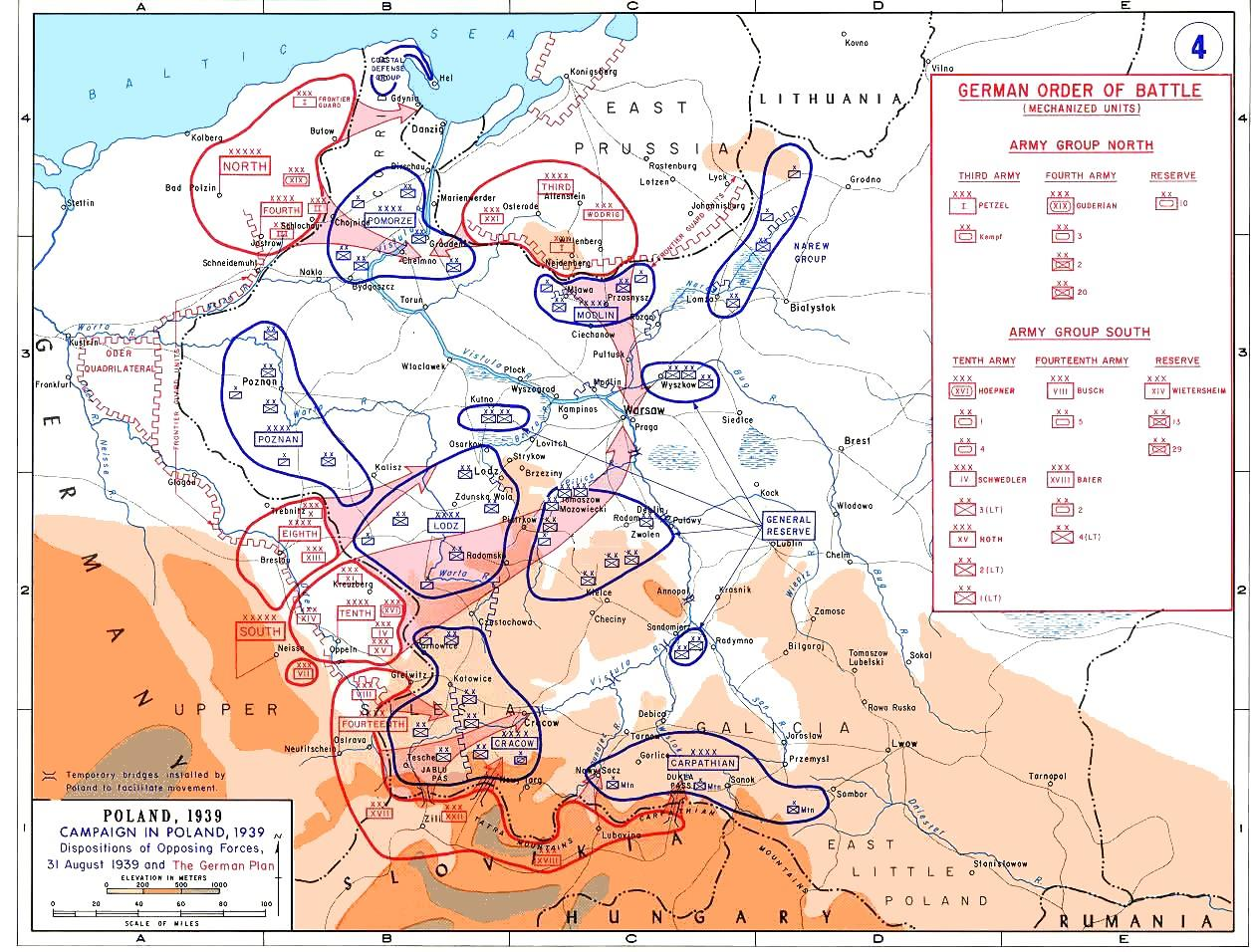
A szembenálló felek elhelyezkedése 1939. augusztus 31-én és a németek haditerve

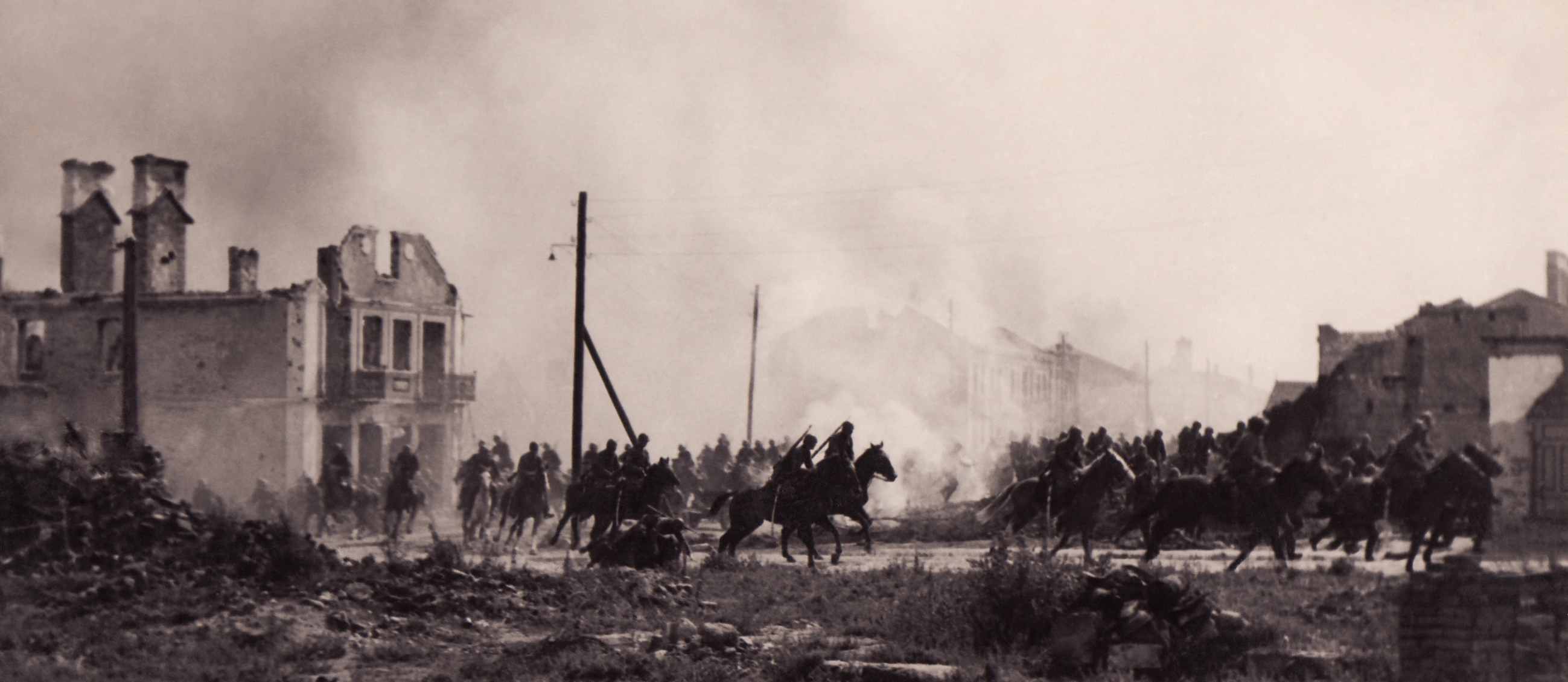
Lengyel lovasság Sochaczewnál 1939-ben

A lengyelek németek elleni védelmi terve - a Nyugat terv - főként a határok védelmére koncentrált. Ezt a tervet inkább politikai, mint katonai megfontolások alapján dolgozták ki, mivel a lengyelek attól féltek, hogy a németek, miután visszaszerzik a Versailles-i békeszerződés során elvesztett területeiket megpróbálják befejezni a háborút és megtartani a területeket. A határok ilyen védelme kockázatos volt, de a lengyelek azzal számoltak, hogy egy német támadás esetén a britek és a franciák támadást indítanak Németország ellen. Mint később kiderült, ez nem így lett. Ennek köszönhetően a Władysław Bortnowski tábornok vezette Pomerániai Hadsereg a lengyel korridorban találta magát két oldalról németekkel körülvéve. Ugyanekkor a Poznańi Hadsereget - melyet Tadeusz Kutrzeba tábornok vezetett - a Második Lengyel Köztársaság legnyugatibb szegletébe szorították, így elvágva azt eredeti védelmi pozíciójától, valamint a többi lengyel hadseregtől.
A német támadás már a háború első napjaiban bebizonyította a lengyelek védelmi tervének könnyelműségét. A Pomerániai Hadsereget legyőzték a Tuchola erdei csatában, amely így arra kényszerült, hogy visszavonuljon délkelet felé. Eközben a Poznańi Hadseregnek, amely bár nem szembesült komolyabb német támadásokkal, kelet felé kellett vonulnia, a többi hadsereg veszteségei miatt (északon a Pomerániai Hadsereg, délen pedig a Łódźi Hadsereg szenvedett vereséget). Mivel a Poznańi Hadseregtől északra és délre lévő hadsereg is visszavonult, a poznańiaknak is ezt kellett tenniük, hogy megelőzzék az oldalba támadásukat. Szeptember 4-én a Poznańi Hadsereg átvonult Poznańon, az ellenség szabad prédájának hagyva a várost, annak ellenére, hogy egész eddig a hadsereg nem találkozott komolyabb német egységekkel. Szeptember 6-án a Pomerániai és Poznańi Hadsereg egyesült, megalkotva a hadjárat legerősebb lengyel egységét. Az így létrejött hadsereg vezetésére Bortkowski tábornokot jelölték ki.
Szeptember 7-én a lengyelek felfigyeltek a németek Łęczyca felé nyomulására, ami azzal fenyegetett, hogy elvágja a lengyel csapatok esetleges menekülési útvonalát. Szeptember 8-ra az előretörő német csapatok elérték Varsót, megkezdve a lengyel főváros ostromát. Ugyanekkor elvesztették a Poznańi Hadsereg nyomát, amiből a német vezetés arra következtetett, hogy a lengyel csapatokat vasúton Varsóba szállítják, hogy segítsék a város védelmét. A németek nem voltak tisztában azzal, hogy a Poznańi és Pomerániai Hadsereget összevonták, sőt utóbbival a Tuchola erdei csatában elszenvedett veresége után nem is nagyon számoltak. Szeptember 8-ra a németek biztosra vették, hogy a Visztula folyótól nyugatra sikerült felszámolniuk a lengyel ellenállás számottevő részét, így már készültek a folyón való átkelésre, majd a túlparton lévő lengyel haderő legyőzésére.
Mindezidő alatt Kutrzeba tábornok és vezérkara azt gyanította, - már a támadást megelőzően is - hogy a közeli hadseregekkel vállalhatnák a csatát a németekkel, ezért kidolgoztak egy támadást dél felé, hogy kisegítsék a Łódźi Hadsereget. A hadjárat első heteiben ezt a tervüket Edward Rydz-Śmigły marsall - a lengyel vezérkari főnök - visszautasította. Szeptember 8-ra Kutrzeba elvesztette a kapcsolatot Rydz-Śmigły-vel - aki időközben áthelyezte székhelyét Varsóból Bresztbe - így Kutrzeba úgy döntött végrehajtja tervét. A lengyelek nem voltak túl jó helyzetben, ugyanis a német csapatok közel álltak ahhoz, hogy körbezárják a lengyeleket. A német 8. Hadsereg biztosította a Bzura folyó déli partját, a német 4. Hadsereg a Visztula északi partját Włocławektól Wyszogródig, sőt egyes német alakulatok Inowrocław felől a Poznańi és Pomerániai Hadsereget támadták, és Płock közelében átkeltek a Visztulán.

## Szembenálló felek
A lengyel haderőt a csatában a Poznańi és Pomerániai Hadsereg képezte. A németek ezzel szemben a Johannes Blaskowitz vezette 8. hadsereget; a Dél Hadseregcsoport, Walther von Reichenau vezette 10. hadseregét; az Észak Hadseregcsoport Günther von Kluge vezette 4. hadseregének egységeit; valamint néhány légi egységet (Luftflotte 1 és Luftflotte 4) sorakoztathattak fel.

## A csata
A csata három szakaszra bontható:
1. szakasz – A lengyelek támadást indítanak Stryków felé, mellyel oldalba akarják támadni a németek 10. hadseregét (szeptember 9–12). 

2. szakasz – A lengyelek támadást indítanak Łowicz felé (szeptember 13–15.)

3. szakasz – A németek ellentámadásba kezdenek, mellyel legyőzik a lengyeleket, akik visszavonulnak Varsó és Modlin felé (szeptember 16–19).

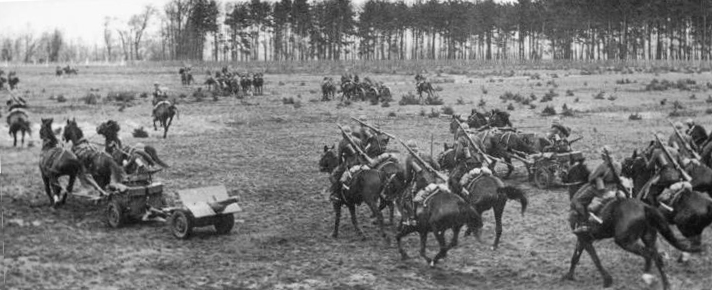
Lengyel lovasdandár a bzurai csatában

Szeptember 9-én éjjel a lengyel Poznańi Hadsereg ellentámadást indított a Bzura folyótól délre, a német 8. hadsereg Łęczyca és Łowicz közt lévő, Stryków felé tartó egységei ellen. Tadeusz Kutrzeba, a Poznańi Hadsereg parancsnoka észrevette, hogy a Johannes Blaskowitz tábornok által irányított német 8. hadsereget északról mindössze a 30. gyalogoshadosztály védi, egy 30 km széles védelmi vonal mentén, míg a hadsereg maradéka Varsó felé halad. A lengyel támadás fő csapását a Edmund Knoll-Kownacki tábornok vezette egységek végezték, azaz a Knoll-Kownacki hadműveleti csoport. Ebbe a lengyel 14., 17., 25. és 26. gyalogoshadosztály tartozott. A támadás jobb szárnyát alkotó csapatok – köztük a Stanisław Grzmot-Skotnicki tábornok vezette Podolska lovasdandár - Łęczyce térségében vette fel a harcot, míg a bal szárny csapatai - mint például a Roman Abraham tábornok parancsnoksága alatt álló Wielkopolska lovasdandár – Łowicz felől indultak meg Głowno irányába. Ezek a csapatok komoly veszteségeket okoztak a németeknek. A kezdeti lengyel előrenyomulás következtében a német 24. és a 30. gyalogoshadosztály nagyjából 1500 halottat és 3000 hadifogságba került katonát könyvelhetett el. A lovasdandárok a sebezhető német szárnyakra törve, visszaszorították az ellenséges csapatokat. TKS és TK–3 felderítő harckocsijaikat szintén hatékonyan tudták alkalmazni a németek ellen.
A német csapatokat eredeti helyüktől körülbelül 20 km-rel visszább szorították déli irányba, és a lengyeleknek számos települést sikerült visszaszerezniük, többek közt Łęczycát, Piąteket és Góra Świętej Małgorzatyt. Szeptember 10-én a lengyel 17. gyalogoshadosztály Małachowiczénél szembetalálkozott a német 17. gyalogoshadosztállyal. Szeptember 11-én a lengyelek folytatták támadásukat, továbbhaladva Modlna, Pludwiny, Osse és Głowno felé.

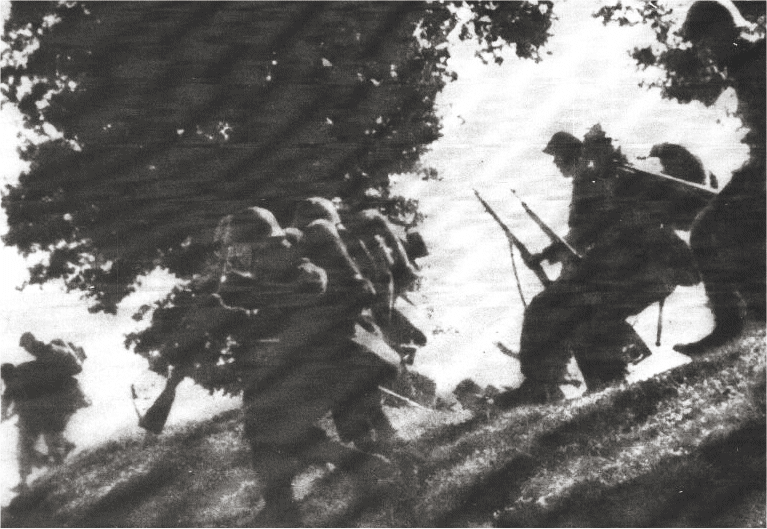
Az előretörő lengyel 18. gyalogoshadosztály

Bár kezdetben a németek alábecsülték a lengyelek előrenyomulását, szeptember 11-én a német vezetés úgy döntött, hogy átvezénylik a német 10. és 4. hadsereg fő erőit, a Dél Hadseregcsoport tartalékosait és a 4. légiflotta gépeit a Bzura felé. Az átvezényelt csapatok közt volt a német 1. és 4. páncéloshadosztály és az 1. SS hadosztály (Leibstandarte SS Adolf Hitler). A németek vitathatatlan légi fölénye miatt a napközbeni lengyel csapatmozgások igen korlátozottak voltak. A következő napon a lengyelek elérték a Stryków–Ozorków vonalat. Ugyanezen a napon értesült Tadeusz Kutrzeba tábornok arról, hogy a Łódźi Hadsereg visszavonult a modlini erődbe. Ezt tudván Kutrzeba úgy döntött, hogy beszüntetik a támadást és inkább Sochaczewen és a Kampinos erdőn keresztül megpróbálnak áttörni Varsó felé. Ezzel a csata első szakasza véget ért.
Szeptember 14-én reggel Władysław Bortnowski tábornok csapatai megkezdték a csata második szakaszát. A lengyel 26. és 16. Gyalogoshadosztály Łowicz mellett átkelt a Bzurán, a lengyel 4. gyalogoshadosztály pedig elérte a Łowiczt és Głownót összekötő utat. Ekkor azonban Bortnowski értesült róla, hogy a német 4. páncéloshadosztály visszavonult a Varsó külvárosában lévő állásaiból. Attól tartva, hogy az elvonuló páncéloshadosztály veszélyt jelenthet embereire, visszavonulást parancsolt a 26. gyalogoshadosztálynak.

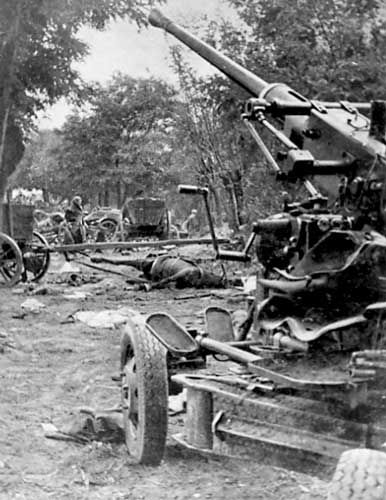
Lengyel hadoszlop bombázásának következményei, előtérben egy Bofors légvédelmi ágyúval

Szeptember 15-én és 16-án a lengyel Pomerániai Hadsereg védelmi állásokat épített ki a Bzura északi partján. Stanisław Grzmot-Skotnicki tábornok csoportja Kutno és Żychlin közt helyezkedett el, Michał Karaszewicz-Tokarzewski tábornok Gąbin melletti egységei és a Poznańi Hadsereg, a Bzura menti Sochaczewben lévő egységei pedig készen álltak, hogy elinduljanak Varsó felé. Hogy bekerítsék és elpusztítsák a lengyel csapatokat, a németek a 10. hadseregük nagy részét (két páncélos, egy gépesített és három könnyűgyalogos hadosztályt, melyek összesen 800 harckocsival rendelkeztek) bevetették. A lengyel csapatok minden oldalról történő megtámadása szeptember 16-án kezdődött a Luftwaffe támogatásával. Még szeptember 15-én a lengyel csapatokat kiszorították Sochaczewből, akik így csapdába estek a Bzura, a Visztula és a német csapatok által alkotott háromszögben. A német 1. páncéloshadosztály - miután Sochaczew és Brochów közt átkelt a Bzurán, és megütközött a lengyel 25. gyalogoshadosztállyal - elfoglalta Ruszkit, de ezután előrenyomulásuk megtorpant. A lengyelek Sochaczewtől északra szintén átkeltek a Bzurán és Varsó felé vonultak vissza. A folyón való átkeléskor a lengyel csapatoknak nehézfelszerelésük nagy részét hátra kellett hagyniuk. Szeptember 17-én a német nehéztüzérség ágyúzni kezdte a Brochówtól északra fekvő átkelőt, és a hadjárat legnagyobb légihadművelete is megkezdődött, amiben a Luftwaffe megkísérelte szétbombázni, és ezzel megbénítani a lengyel csapatokat.
Szeptember 17-én éjjel a Poznańi Hadsereg megtámadta a német csapatokat, hogy Witkowice és Sochaczew közt kitörjenek a németek gyűrűjéből. A lengyel 15. gyalogoshadosztály és a Podolska Lovasdandár Witkowicénél ismét átkelt a Bzurán. Brochownál szintén ezt tette a 25. és 17. gyalogoshadosztály. A 14. Gyalogoshadosztály Łaziska közelében gyülekezett. Eközben a Pomerániai Hadsereg Osmolin, Kierozia és Osiek falvak felé indult.
Reggel a németek a Bzura mindkét partján dél felé kezdték űzni a lengyeleket, amiben több mint 300 repülőgép, valamint a nehéztüzérség is segítségükre volt. A német tarackok a Visztula jobb partján lévő, magaslaton elfoglalt helyüket kihasználva egész nap lőhették a lengyel állásokat. Két napnyi kemény küzdelmet követően a lengyelek lőszere és élelme elfogyott, így további kitörési kísérleteik ellehetetlenültek.

## Következményei
|  | „Katonáim minden idők egyik legnagyobb és legpusztítóbb csatájában harcoltak.” |
|  | – Johannes Blaskowitz szeptember 20-i parancsa                                 |

A németek gyűrűjéből mindössze néhány lengyel egységnek sikerült kijutnia. Ezek az egységek - főként szeptember 19-én és 20-án - elérték Varsót és Modlint, átvágtak a Kampinos erdőn, majd megküzdöttek a térségben lévő német csapatokkal (ilyen ütközet volt például a Wólka Węglowa-i csata). A gyűrűből kijutók közt volt Kutrzeba, Knoll-Kowacki és Tokarzewski tábornok, Abraham tábornok két lovasdandárja (Wielkopolska és Podolska), valamint a 15. és 25. gyalogoshadosztály. Az ottmaradók (4., 14., 17., 26. és 27. gyalogoshadosztály), akik nem tudtak átkelni a folyón, Bortnowski tábornok vezetésével szeptember 18. és 22. közt kapituláltak. A lengyel veszteségek körülbelül 20 000 halottra tehetők, akik közül három tábornok (Franciszek Wład, Stanisław Grzmot-Skotnicki és Mikołaj Bołtuć) volt. A németek ezzel szemben 8000 embert vesztettek.
A csatát követően a megmaradt német hadosztályok Varsó és Modlin felé indultak, majd hamarosan mindkettőt körülvették. A bzurai akció tehát a lengyelek vereségével ért véget, de a kezdeti lengyel sikerek miatt a németek Varsó felé nyomulását sikerült néhány napig visszatartani. A Wehrmacht kénytelen volt néhány egységét átvezényelni a Varsó felé tartó csapatoktól, ami lehetővé tette a fővárost védő lengyelek számára, hogy jobban megszervezzék a város hosszútávú, de végül sikertelen védelmét.
A csata emellett megmutatta a kezdeményezés fontosságát, valamint bizonyította hogy a lovasság még mindig fontos szerepet játszhat a csatatéren, illetve hogy a légierő szerepe egyre fontosabb, és végül igazolta, hogy az egyszerű számbeli fölény még mindig komoly tényező.

## Fordítás
Ez a szócikk részben vagy egészben  a   Battle of the Bzura című angol Wikipédia-szócikk ezen változatának fordításán alapul.  Az eredeti cikk szerkesztőit annak laptörténete sorolja fel. Ez a jelzés csupán a megfogalmazás eredetét és a szerzői jogokat jelzi, nem szolgál a cikkben szereplő információk forrásmegjelöléseként.